# Dickson Choto
Dickson Choto (* 19. März 1981 in Hwedza, Simbabwe) ist ein ehemaliger simbabwischer Fußballspieler. Er wurde als Abwehrspieler eingesetzt.

## Vereinskarriere
Dickson Choto spielte seit dem Jahr 2000 in Polen. Von 2000 bis 2002 stand er bei Górnik Zabrze unter Vertrag. 2002 wurde er vom Ligakonkurrenten Pogoń Szczecin verpflichtet. Hier spielte er bis 2003. Seit 2003 spielte er in der polnischen Hauptstadt für Legia Warschau. Mit Legia konnte er zwei polnische Meisterschaften, vier Pokalsiege und einen Triumph im polnischen Supercup feiern.

## Nationalmannschaft
Choto nahm mit Simbabwe am African Cup of Nations in den Jahren 2004 und 2006 teil. Er gehörte lange Zeit dem Kader der Nationalmannschaft von Simbabwe an und hat von 2003 bis zum Juli 2009 sieben Länderspiele bestritten.

## Erfolge
- Polnischer Meister (2006, 2013)
- Polnischer Pokalsieger (2008, 2011, 2012, 2013)
- Polnischer Supercupsieger (2008)
- Teilnahme African Cup of Nations (2004)